# Technocrane

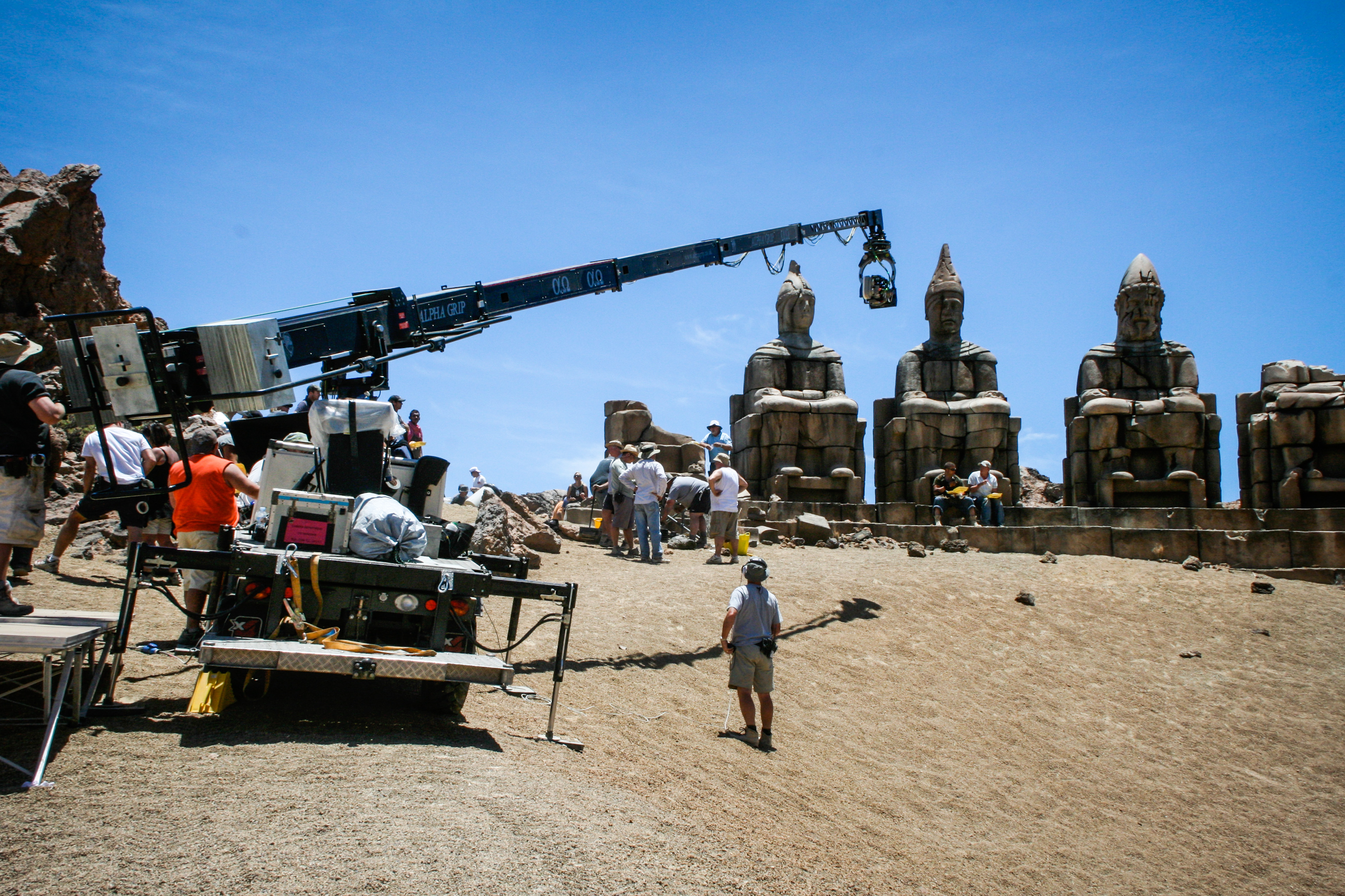
La grúa trabajando

La Technocrane es un tipo de grúa telescópica muy utilizada en la industria cinematográfica y televisiva.  Encontramos muchas medidas diferentes disponibles, de 10 ft (3m) a 100 ft (30m). La cámara está montada en el cabezal remoto en el extremo de la grúa y es movida por un operador de cámara en un escritorio de control. La Technocrane puede mover el telescopio a diferentes velocidades controladas por el operador. Permite movimientos de la cámara que no se pueden lograr usando un brazo y una plataforma rodante. y el telescopio se puede utilizar para compensar el movimiento de la cámara en un arco llamado "compensación de arco". Se puede programar para que se active para eliminar el arco natural ajustando el brazo telescópico para hacer un movimiento directo de la plataforma con una configuración mucho más rápida que una plataforma y pista tradicional.
Horst Burbulla, Gyula Mester y Keith Edwards ganaron los Premios de la Academia en 2005 por inventar y desarrollar el Technocrane, y también fue premiada por la Sociedad de Operadores de Cámara de América en 1999. Originalmente fue construida en Londres por Technovision Ltd., y fue introducido en Hollywood por Simon Jayes. Las producciones que han utilizado el Technocrane o el posterior Super-Technocrane incluyen Titanic, las películas de Harry Potter, las películas de El señor de los anillos y todas las películas de James Bond de finales de los años 90 y 2000, entre muchas otras. 